# Saint-Étienne-Lardeyrol
Saint-Étienne-Lardeyrol là một xã thuộc tỉnh Haute-Loire trong vùng Auvergne-Rhône-Alpes ở nam trung bộ nước Pháp. Khu vực này có độ cao trung bình 815 mét trên mực nước biển. Theo điều tra dân số năm 1999 của INSEE có dân số 611 người.